# Gerard King
Gerard King (25 de novembro de 1972) é um ex-jogador de basquete norte-americano. Ele foi campeão da Temporada da NBA de 1998-99 jogando pelo San Antonio Spurs.